# Alogenius hughesae
Alogenius hughesae là một loài bọ cánh cứng trong họ Tenebrionidae. Loài này được Penrith miêu tả khoa học năm 1979.